# 194 î.Hr.

## Decese
- dată necunoscută: Eratostene  (n. 276 î.Hr.)
- 1 iunie: Împăratul Gaozu al dinastiei Han  (n. 256 î.Hr.)